# Kościół św. Jerzego w Puńcowie
Kościół św. Jerzego w Puńcowie – rzymskokatolicki kościół parafialny znajdujący się w Puńcowie, w powiecie cieszyńskim, w województwie śląskim. Należy do dekanatu Goleszów diecezji bielsko-żywieckiej.

## Historia i opis
Jest to najstarszy istniejący na Śląsku Cieszyńskim wiejski kościół murowany. Wybudowany został w 1518 r. w stylu późnego gotyku. Rozbudowano go w latach 1902–1905 poprzez wzniesienie nowej fasady zastąpienie istniejącej drewnianej wieży nową murowaną wieżą neogotycką.
Jest to kościół jednonawowy, orientowany, murowany z kamienia i cegły, na zewnątrz opięty szkarpami. Najstarszą częścią kościoła jest dwuprzęsłowe, zamknięte trójbocznie prezbiterium, oddzielone od nawy ostrołukową tęczą. W nim znajduje się ołtarz pochodzący ze starego kościoła drewnianego sprzed 1518 r. i późnogotyckie kamienne sakramentarium ścienne zamknięte kutą kratą z początku XVI w. Wewnątrz m.in. rzeźba św. Jana Nepomucena z XVIII w., epitafium urzędnika Komory Cieszyńskiej Jakuba Dworzaka zmarłego w 1778 r., dwie tablice pamiątkowe dotyczące budowy kościoła, naczynia liturgiczne z II połowy XVIII w. i obrazy z XIX w. Na wieży wisi dzwon z 1726 r. Nawa na rzucie zbliżonym do kwadratu, szersza od prezbiterium, powiększona od strony zachodniej o jedno przęsło. Przykryto ją unikatowym sklepieniem palmowo-gwiaździstym – wspartym na jednym, centralnym, ośmiobocznym filarze, od którego promieniście rozchodzą się żebra sklepienne. Jest to jedyne takie sklepienie na Śląsku Cieszyńskim. Dachy nad nawą i prezbiterium dwuspadowe, kryte dachówką.
W 2012 roku rozpoczęto remont kościoła, zarówno wnętrza jak i dachu i elewacji.

## Polichromia na filarze centralnym
Polichromia znajduje się w dolnej części ośmiobocznego, kamiennego filara piaskowcowego, który wspiera sklepienie nawy głównej o rysunku ośmioramiennej gwiazdy, ponad cokołem tej kolumny, pozbawionym dekoracji malarskiej. Pokrywa wszystkie jego osiem boków. Polichromia ma 78 cm wysokości, łączną szerokość około 200 cm (każdy bok po około 25 cm). Od góry jest zakończona fryzem roślinnym, który ujęto w jasne paski. Strona znajdująca się na wprost wejścia do świątyni udekorowana jest kartuszem. Począwszy od tego boku w kierunku prawym umieszczone są sceny ewangeliczne z przypowieści o wdowim groszu, o wypędzeniu kupców ze świątyni oraz obrazy z życia św. Izydora Oracza. Nad scenami (pod fryzem) zamieszczone są napisy czeskojęzyczne. W kartuszu znajduje się napis: Spomohejte na Bozy Hram bude za to zaplatu Pan Buch sam. Kolejne sceny objaśniają następujące napisy:
- wdowi grosz: Sedel Jezis proti pokladnice... Se jest...dal...jest...huda wdowa...dala... do pokladnice... /Mar.12,
- wypędzenie kupców ze świątyni: Wszed Jezus do Chramu poczal wymitaci prodawajiczich a kupujiczich w niem rzka jim psano jest: dum muj dum modlitwy jest a wiste ji ... peleszi łotworsku...,
- św. Izydor Oracz: Żywot swateho Izidora welikeho a wohotneho [?] ... cztitele Chramu Panie[3].

W Katalogu zabytków polichromię zadatowano na drugą połowę XVII wieku, a jej styl określono jako barokowy. Karta zabytku (tzw. biała), sporządzona przez Matyldę Konior-Opiłko w 1970, wskazuje, że malowidło powstało w drugiej połowie XVIII wieku i jest mocno nieczytelne, wytarte. Kolejna karta, wykonana w 1988 przez Sławomira Szczerbińskiego i Katarzynę Kałamajską-Liszcz, datuje polichromię podobnie. Prace konserwatorskie malowidła przeprowadziła bez koniecznych pozwoleń i zapewne na zlecenia parafii, Jadwiga Smykowska w latach 90. XX wieku. Profesjonalna konserwację wykonały w 2012 Katarzyna Mrowiec i Elżbieta Lach. Ustalono wówczas, że dzieło wykonano impastami z użyciem ograniczonej gamy kolorystycznej (cynobrowe czerwienie, błękity, pigmenty ziemne, np. ugry i umbra palona) na podkładzie grubej warstwy zaprawy olejnej na bazie minii (podmalowanie zapewne temperowe). Podczas prac konserwatorskich ustalono też, że malowidło powstało w połowie XVII wieku, a na pewno po 1622. Jest jednym z ostatnich dzieł tzw. manieryzmu cieszyńskiego.
Nie jest znany fundator dzieła. Mógł to być któryś z przedstawicieli szlachty cieszyńskiej, możliwe, że właściciel zamku w Dzięgielowie.

## Galeria

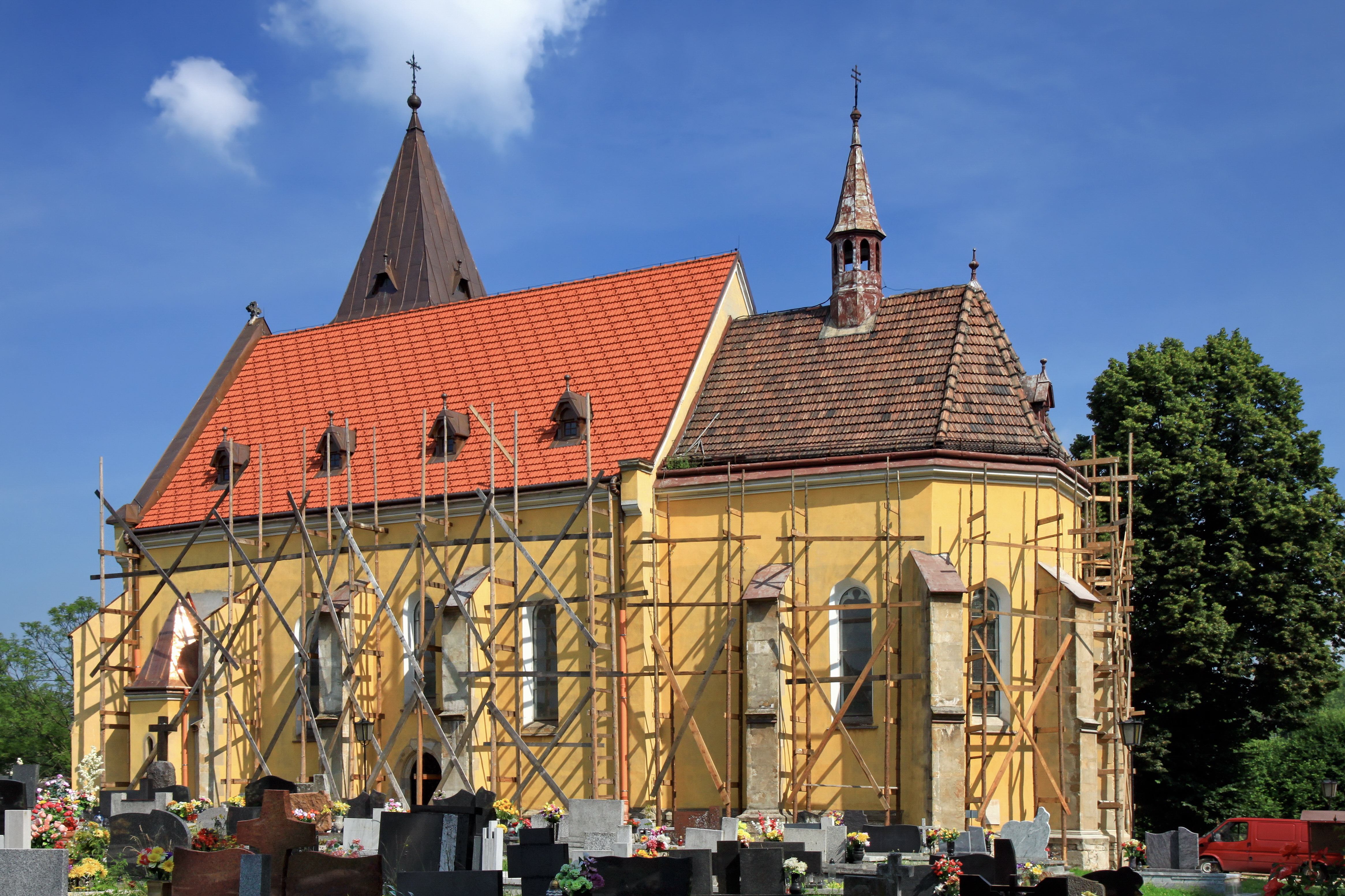
Kościół w trakcie remontu (2013 r.)
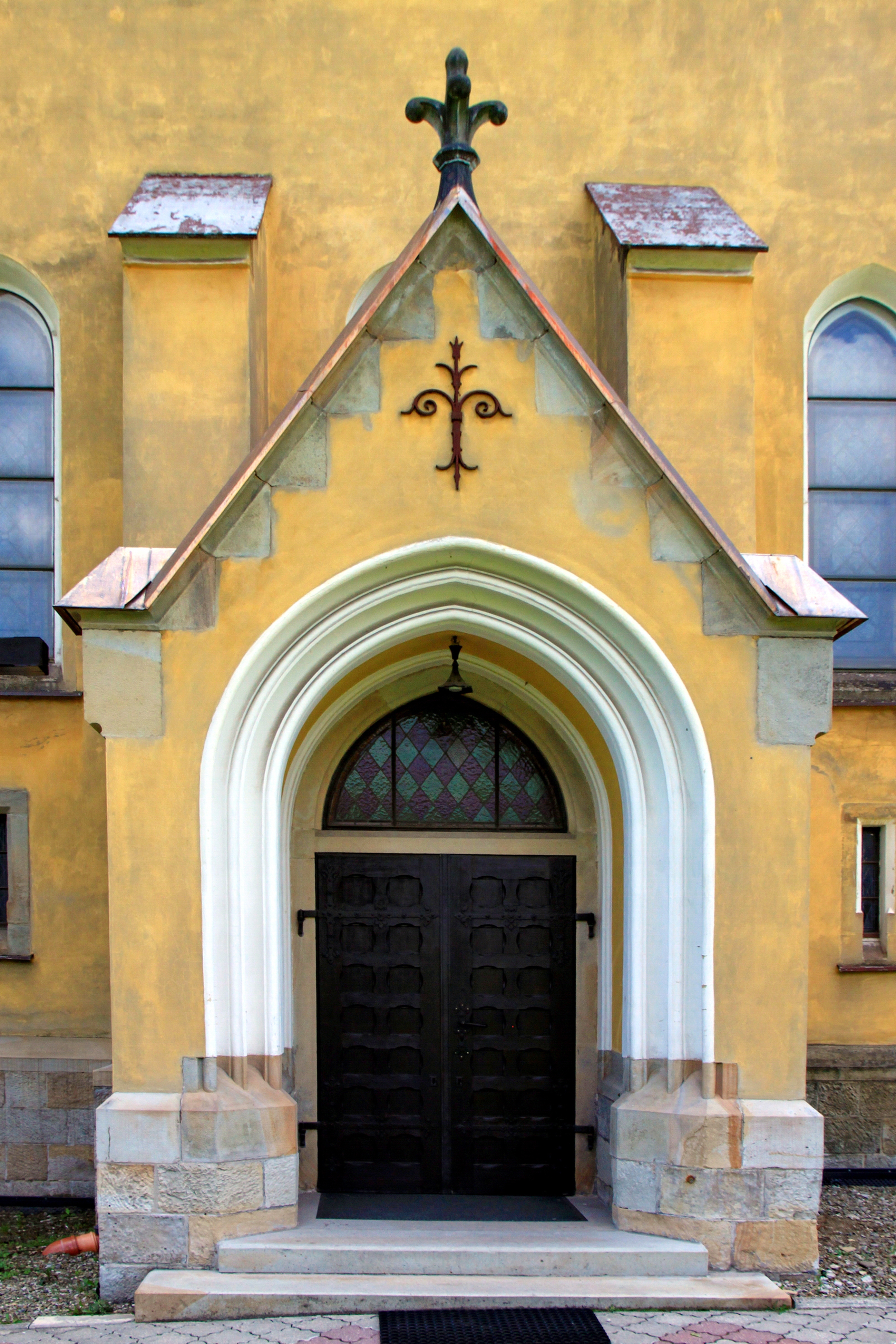
Gotycki portal
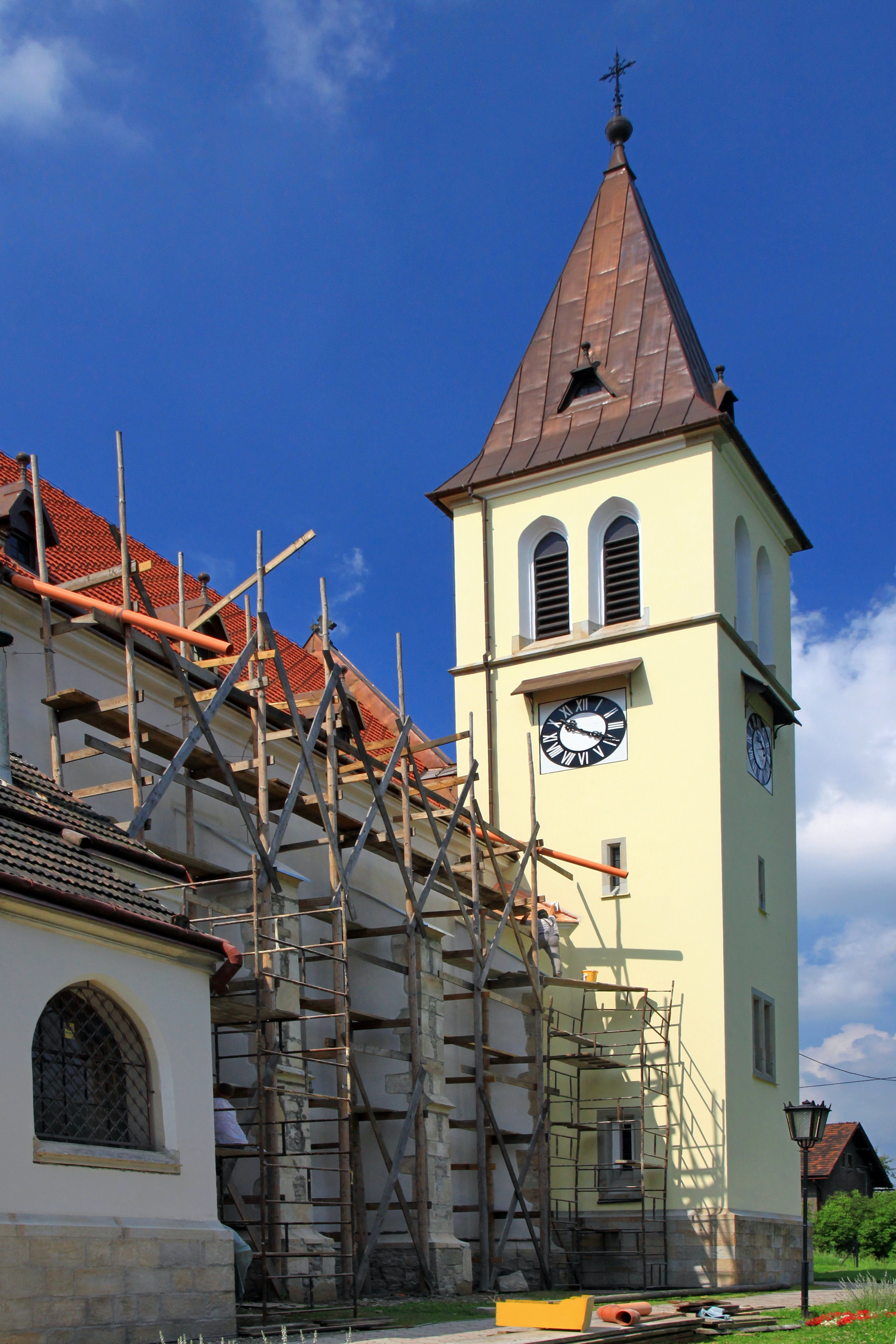
Wieża